# Puig de n'Alí
El Puig de n'Alí o Puig de n'Ali es una montaña de 1038 metros, situada en el municipio de Selva, en el Norte de la Sierra de Tramontana (Mallorca, Islas Baleares, España).
Destaca por su forma piramidal y su proximidad con el Puig de Massanella, que corona el segundo macizo más alto de la isla.
- Datos: Q11943744